# Synagoge (Assen)

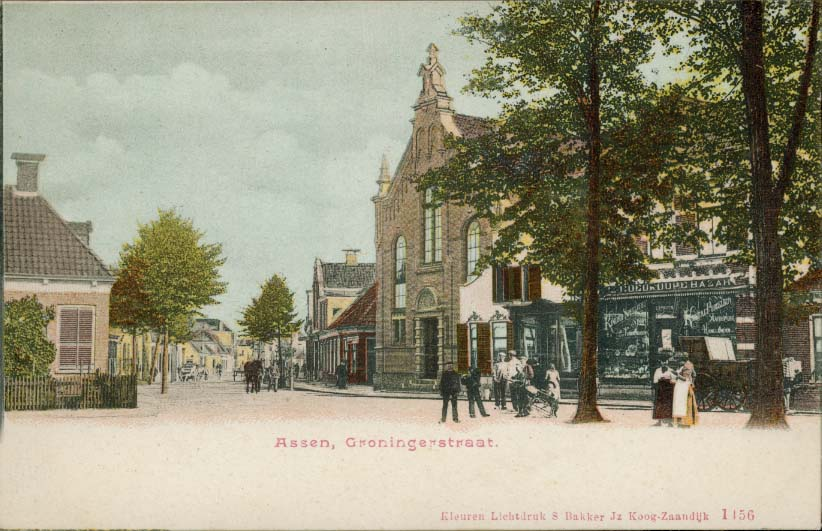
Postkarte mit der Synagoge in Assen (1910)

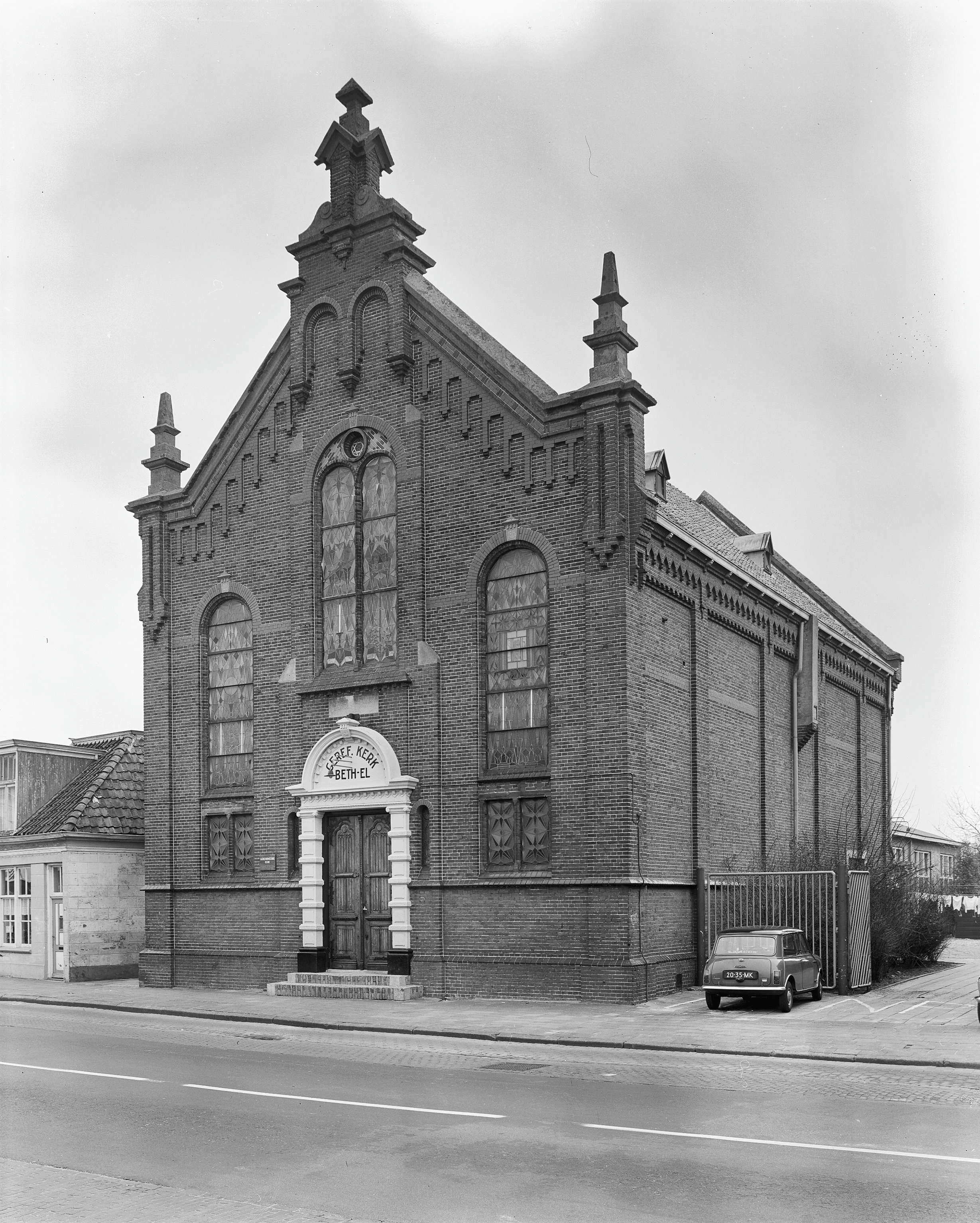
Ehemalige Synagoge in Assen (1970)

Die Synagoge in Assen, der Hauptstadt der niederländischen Provinz Drenthe, wurde 1901 an der Stelle eines Vorgängerbaus aus dem Jahr 1832 errichtet. Die ehemalige Synagoge an der Groningerstraat ist als Rijksmonument ein geschütztes Kulturdenkmal.

## Geschichte
Die erste jüdische Familie siedelte sich 1750 in Assen an, lediglich eine zweite Familie folgte im Laufe des 18. Jahrhunderts. Durch die gute wirtschaftliche Entwicklung im 19. Jahrhundert zogen weitere jüdische Bürger nach Assen. Die Jüdische Gemeinde Assen konnte 1832 ihre erste Synagoge errichten, die 1901 durch einen größeren Bau an gleicher Stelle ersetzt wurde. Im Jahr 1930 hatte die jüdische Gemeinde in Assen mit 580 Mitgliedern ihren Höchststand erreicht.
Die jüdischen Bürger von Assen wurden während des Zweiten Weltkriegs von den deutschen Besatzern verfolgt und viele wurden in den Konzentrationslagern ermordet.
Da nach 1945 keine eigenständige jüdische Gemeinde in Assen entstand, wurde das beschädigte Synagogengebäude an die Christelijke Gereformeerde Kerk, eine kleine reformierte Gemeinde, verkauft, die es unter dem Namen Bethelkerk bis heute als Gotteshaus nutzt.